# García de Santa María Mendoza y Zúñiga
García de Santa María Mendoza y Zúñiga, OSH (falecido em 5 de outubro de 1606) foi um religioso católico espanhol que serviu como arcebispo do México (1600–1606).

## Biografia
Natural de Alcalá de Henares, García de Santa María Mendoza y Zúñiga foi ordenado sacerdote na Ordem de São Jerônimo. A 6 de dezembro de 1600, foi nomeado como Arcebispo do México e confirmado pelo Papa Clemente VIII em 12 de fevereiro de 1601. A 15 de agosto de 1601, foi consagrado bispo pelo cardeal Bernardo de Sandoval y Rojas, arcebispo de Toledo, em Escurial. Serviu como arcebispo do México até à sua morte em 1606. Enquanto bispo, foi o consagrador principal de Diego Vázquez de Mercado, bispo de Iucatão (1604).